# Schuyler Enck
Schuyler Enck   (comtat de Lancaster, 25 de gener de 1900 - Harrisburg, 1 de novembre de 1970) va ser un atleta estatunidenc que va competir durant la dècada de 1920.
El 1924 va prendre part en els Jocs Olímpics de París, on guanyà la medalla de bronze en la prova dels 800 metres del programa d'atletisme.

## Millors marques
- 800 metres. 1' 52.5" (1924)[1]
- milla. 4' 23.8" (1924)[2]